# Cratichneumon duplicatus
Cratichneumon duplicatus là một loài tò vò trong họ Ichneumonidae.